# Comuna Chrostkowo
Gmina Chrostkowo este o comună (în poloneză: gmina) rurală în powiat Lipno, voievodatul Cuiavia și Pomerania, Polonia.
Comuna acoperă o suprafață de 74,08 km² și are, potrivit datelor din anul 2006, o populație de 3.110.